# 상면초등학교
상면초등학교는 대한민국 경기도 가평군 상면 임초리에 있는 공립 초등학교이다.

## 학교 연혁
- 1934년 11월 1일 상면공립보통학교(4년제) 개교
- 1938년 4월 1일 상면공립심상소학교로 개칭[1]
- 1941년 4월 1일 상면공립국민학교(6년제)로 개칭[2]
- 1949년 9월 1일 연하분교 개교
- 1955년 4월 1일 연하국민학교 승격
- 1960년 8월 1일 대보분실 개교
- 1963년 12월 12일 대보분교장으로 승격
- 1970년 3월 1일 대보국민학교 승격
- 1981년 3월 9일 병설유치원 개원
- 1983년 3월 1일 대보분교장 격하 편입
- 1987년 7월 1일 대보분교장 조종국민학교로 편입
- 1996년 3월 1일 상면초등학교로 개명[3]
- 2019년 1월 7일 제81회 졸업식(졸업생 9명, 누계 4,192명)
- 2020년 1월 3일 제82회 졸업식(졸업생 18명, 누계 4,210명)
- 2021년 1월 11일 제83회 졸업식(졸업생 12명, 누계 4,222명)

## 참고 자료
- 상면초등학교 - 한국교육학술정보원 학교알리미